# Безликий (фильм)
«Безликий» (англ. The Point Men) — фильм английского режиссёра Джона Глена в жанре  боевика с Кристофером Ламбертом в главной роли. Снят по мотивам книги писателя и журналиста Стивена Хартоу «Жар Рамадана» в оригинале «Heat of Ramadan». Совместное производство Великобритании, Франции и Люксембурга 2001 года.

## Сюжет
Интернациональная команда по борьбе с терроризмом, в которую входит израильский агент Тони Экхард, тщательно готовит операцию по ликвидации палестинского террориста Амара Камиля в Люксембурге. В действительности они убивают его двойника, а сами попадают в засаду. Тони ранен, но именно он знает, что Камиль остался жив и невредим. Через какое-то время террорист, мастерски замаскированный, с новым лицом после пластической операции, начинает свои путешествия по странам и континентам, полный жаждой изощренной мести. Он находит агентов, которые участвовали в его ликвидации, в каждом случае тратит много времени на дружбу с ними, а затем убивает их без каких-либо объяснений. Он дружит с агентом, который переехал в Нью-Йорк, а затем стреляет в него. В другом случае Камиль соблазняет Фрэнси Колн, работающую в посольстве в Монако, танцует с ней, занимается сексом, а затем душит её.
Тони пытается предотвратить новые удары террориста и выследить убийцу, однако его действия мало эффективны, когда противником является человек-невидимка. Время подгоняет израильского агента: в планах Камиля — расторжение мирного договора Израиля с Палестиной, а этого секретные службы должны не допустить любой ценой…

## В ролях
- Кристофер Ламберт — Тони Экхард
- Мариам Д'Або — Фрэнси Колн
- Винсент  Риган — Амар Камиль
- Керри Фокс — Мэдди Хоп
- Дональд Самптер — Бэнни Баум
- Николас  Прюссенар — Петер Хаузерад

## Интересные факты
- Кристофер Ламберт был первым выбором режиссёра Джона Глена на роль Джеймса Бонда для фильма «Искры из глаз» (1987) в качестве замены Роджера Мура, но роль досталась Тимоти Далтону[2].
- Выступая на Дубайском международном кинофестивале DIFF в 2009 году, Ламберт сказал, оглядываясь назад, что он никогда бы не играл агента 007. «Бонд должен быть классическим британцем. Он выше простого смертного, и чтобы сыграть эту роль, нельзя выбрать любого парня с улицы. Это был бы не Джеймс Бонд»[3].
- Не сыграв у Джона Глена британца Джеймса Бонда, агента 007 секретной службы МИ-6, Кристофер Ламберт сыграл израильского агента секретной службы Моссад Тони Экхарда с «девушкой Бонда» Мэриам д’Або.